# Tömzsi hólyagcsiga
A tömzsi hólyagcsiga (Physella acuta) világszerte előforduló édesvízi csigafaj. Akváriumba kerülve megeszi a zöldalgákat, de igen gyorsan elszaporodhat és nehéz kiirtani.

## Megjelenése

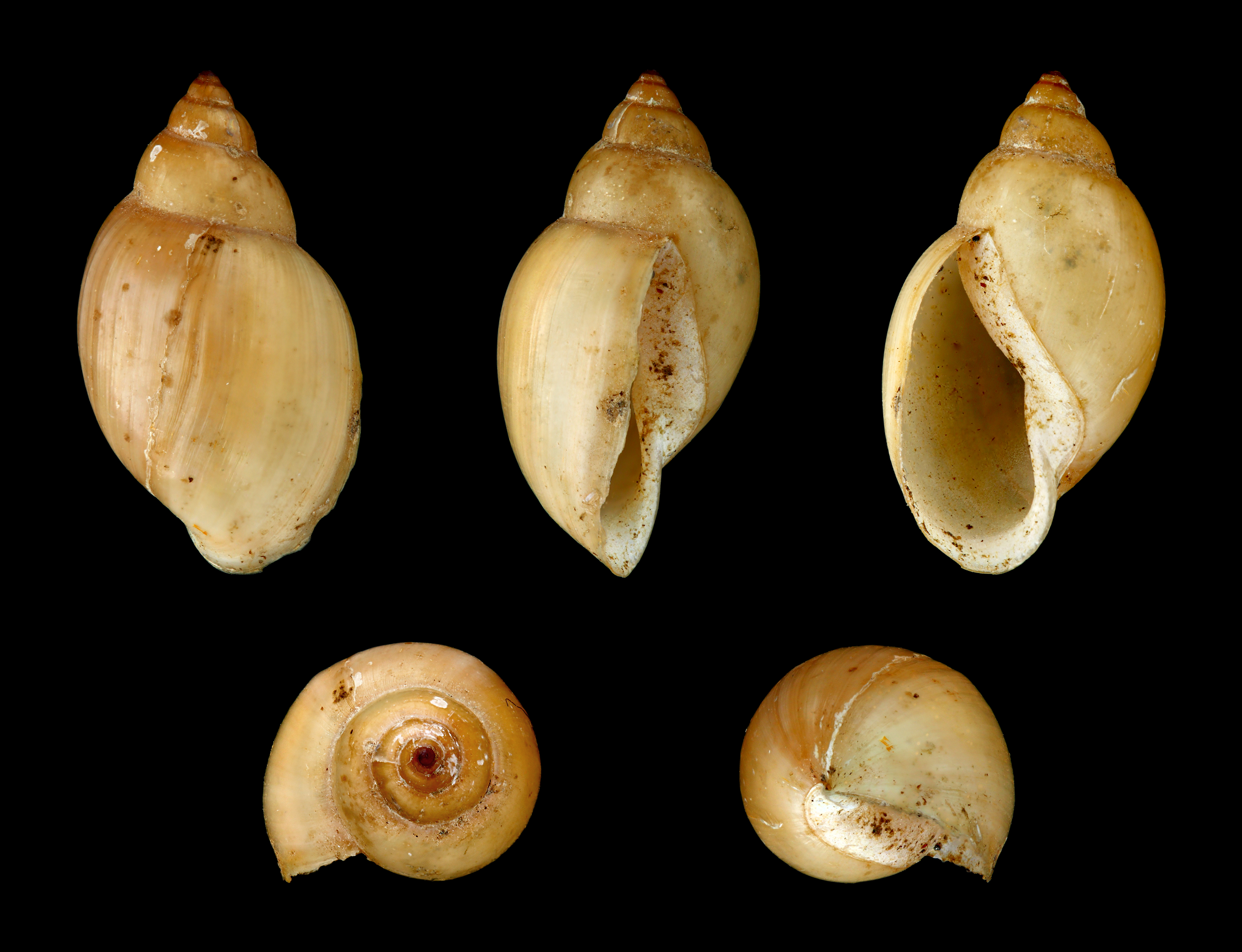

A tömzsi hólyagcsiga háza 8–16 mm magas és 5–9 mm széles. Héja világos szarusárga, esetenként kissé áttetsző, felülete halványan fénylő. A balra tekeredő (szemből nézve a szájadék a ház bal oldalán helyezkedik el) ház 4-5 nem túlságosan domború kanyarulatból áll, a varratok nem mélyek, a ház csúcsa kihegyesedő. A ház döntő részét az utolsó kanyarulat teszi ki, szájadéka magasságának háromnegyedét is kiteheti.
Az állat feketés vagy lilás árnyalatú sötétszürke. Köpenyének aranysárga foltjai láthatóak a héjon keresztül. Apró fekete szemei az áttetsző, szürke tapogatók tövében ülnek. Lába világosabb színű és apró fekete pigmentszemcsék találhatók rajta.

## Elterjedése
Eredetileg feltehetően Észak-Amerika északkeleti részéről származik, de mára az egész világon (Eurázsia, Afrika, Óceánia) elterjedt. Korábban mediterrán eredetűnek gondolták, de aztán azonosították az észak-amerikai Physella heterostropha-val.  Európába valószínűleg a 19. században vagy azelőtt került. Ma Svédországtól a Kanári-szigetekig, Nagy-Britanniától Oroszországig megtalálható. Előfordul Indiában, Japánban és Francia-Polinéziában is. Magyarországon nem védett.

## Életmódja

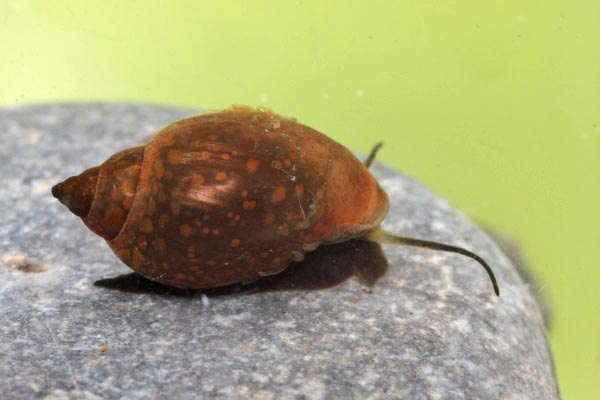

Meleg álló- vagy lassan mozgó vizek lakója, jellemzően tavak partközeli régióiban vagy mocsarakban, pocsolyákban él. Jól tolerálja az szerves anyagban gazdag, eutrofizálódó környezetet vagy a szennyezett vizet. Zöldalgákkal és növényi törmelékkel táplálkozik.
Hermafroditák, de az önmegtermékenyítés ritka, inkább csak magányos csigák esetén fordul elő. 0,8–1 mm hosszú, ovális petéit 4–20 mm-es zsinórokban rakja le, egy ilyen zsinór 20-400 (általában 50 alatt) petét tartalmaz. A hőmérséklettől függően 15-20 nap alatt kelnek ki az utódok, amelyek kezdetben 0,5-0,7 mm-esek és 17-18 hónap alatt érik el végső méretüket. Akváriumban 6-8 hét alatt ivarérett. Természetes körülmények között évente két generáció nő fel.
Jól érzi magát a kerti tavakban és az akváriumokban is. Utóbbiakban megeszi az algákat, de nem bántja a vízinövényeket, viszont a halak túletetése esetén igen gyorsan elszaporodik és szinte kiirthatatlan.